# 階数・退化次数の定理
数学の線型代数学の分野における階数・退化次数の定理（かいすう・たいかじすうのていり、英: rank–nullity theorem）とは、最も簡単な場合、ある行列の階数 (rank) と退化次数 (nullity) の和は、その行列の列の数に等しいということを述べた定理である。次元定理とも呼ばれる。

## 行列
A がある体上の m × n 行列（行の数が m で、列の数が n）であるなら、
rank A + nullity A = n
が成立する。

## 線型写像
この定理は線型写像に対しても同様に適用される。V と W をある体上のベクトル空間とし、T : V → W をある線型写像とする。このとき、T の階数は T の像の次元であり、T の退化次数は T の核の次元である。したがって、
dim (im T) + dim (ker T) = dim V
が成立する。あるいは、同値であるが
rank T + nullity T = dim V
が成立する。これは実際、V と W が無限次元であることも許しているため、前述の行列の場合よりもより一般的な定理となっている。
この定理の内容は、分割補題あるいは後述の証明を用いることで、次元のみならず、空間の間の同型写像に関する内容へと精練することができる。
より一般的に、線型代数学の基本定理によって関連付けられる像、核、余像、余核について考えることができる。

## 証明
ここでは2つの証明を与える。初めの証明では、線型写像のための用語・記号を用いるが、T(x) = Ax（A は m × n 行列）とすることにより、行列の場合にも示されることが分かる。2番目の証明では、階数が r のある m × n 行列 A に関する同次系について考え、A の零空間を張る n − r 個の線型独立な解が存在することを陽的に示す。

### 第一の証明
{u1, …, um} を ker T の基底とする。この基底を V の基底に拡張して {u1, …, um, w1, …, wn} となるとする。ker T の次元は m であり、V の次元は m + n であるため、image T の次元が n であることを示せば十分である。
{Tw1, …, Twn} が image T の基底であることを示す。V 内の任意のベクトル v に対して、以下を満たすスカラーが一意に存在する：
{\displaystyle {\boldsymbol {v}}=a_{1}{\boldsymbol {u}}_{1}+\cdots +a_{m}{\boldsymbol {u}}_{m}+b_{1}{\boldsymbol {w}}_{1}+\cdots +b_{n}{\boldsymbol {w}}_{n}}
{\displaystyle \Rightarrow T{\boldsymbol {v}}=a_{1}T{\boldsymbol {u}}_{1}+\cdots +a_{m}T{\boldsymbol {u}}_{m}+b_{1}T{\boldsymbol {w}}_{1}+\cdots +b_{n}T{\boldsymbol {w}}_{n}}
{\displaystyle \Rightarrow T{\boldsymbol {v}}=b_{1}T{\boldsymbol {w}}_{1}+\cdots +b_{n}T{\boldsymbol {w}}_{n}\;\;\because T{\boldsymbol {u}}_{i}={\boldsymbol {o}}}
したがって、{Tw1, …, Twn} は image T の生成系であることが分かる。
あとは、{Tw1, …, Twn} が線型独立であることを示せばよい。今
{\displaystyle c_{1}T{\boldsymbol {w}}_{1}+\cdots +c_{n}T{\boldsymbol {w}}_{n}={\boldsymbol {o}}}
とする。
{\displaystyle c_{1}T{\boldsymbol {w}}_{1}+\cdots +c_{n}T{\boldsymbol {w}}_{n}=T\{c_{1}{\boldsymbol {w}}_{1}+\cdots +c_{n}{\boldsymbol {w}}_{n}\}}
より
{\displaystyle T\{c_{1}{\boldsymbol {w}}_{1}+\cdots +c_{n}{\boldsymbol {w}}_{n}\}={\boldsymbol {o}}}
{\displaystyle \therefore c_{1}{\boldsymbol {w}}_{1}+\cdots +c_{n}{\boldsymbol {w}}_{n}\in \operatorname {ker} \;T}
すると、{Tw1, …, Twn} は ker T を張るから、
{\displaystyle c_{1}{\boldsymbol {w}}_{1}+\cdots +c_{n}{\boldsymbol {w}}_{n}=d_{1}{\boldsymbol {u}}_{1}+\cdots +d_{m}{\boldsymbol {u}}_{m}}
とスカラー di で表せる。しかし、{u1, …, um, w1, …, wn} は V の基底であるから、線形結合の表示は一意であり、ゆえに、全ての ci および di はゼロに等しい。したがって、{Tw1, …, Twn} は線型独立であり、image T の基底である。このことから、image T の次元は n であることが分かり、目標は達成された。
より抽象的な言い方をすると、写像 T: V → image T  は分裂する。

### 第二の証明
A を、r 個の線型独立な列を含む m × n 行列とする（すなわち、A の階数は r である）。以下では次を示す：
1. 同次系 Ax = 0 に対して n − r 個の線型独立な解からなる集合が存在する
2. その他のすべての解は、それら n − r 個の解の線型結合で与えられる。

すなわち言い換えると、列ベクトルが A の零空間の基底を形成する、ある n × (n − r) 行列 X を、以下では作る。
一般性を失うことなく、A の初めの r 個の列が線型独立であると仮定できる。すると、r 個の線型独立な列ベクトルを含むある m × r 行列の A1 と、n − r 個の各列が A1 の列ベクトルの線型結合で与えられるある m × (n − r) 行列の A2 を用いて、A = [A1:A2] と書くことができる。このことは、ある r × (n − r) 行列 B に対して A2 = A1 B が成立することを意味し（階数因数分解を参照）、したがって A = [A1:A1B] である。
n − r 次単位行列 In − r に対し、
{\displaystyle X:={\begin{bmatrix}-B\\I_{n-r}\end{bmatrix}}}
とする。この X は
{\displaystyle AX=[A_{1}:A_{1}B]{\begin{bmatrix}-B\\I_{n-r}\end{bmatrix}}=-A_{1}B+A_{1}B=O}
を満たす n × (n − r) 行列であることに注意されたい。したがって、X の n − r 個の各列は、Ax = 0 の特殊解である。さらに、以下に示すように Xu = 0 であれば u = 0 であることから、X の n − r 個の列は線型独立である：
{\displaystyle X{\boldsymbol {u}}={\boldsymbol {0}}\Rightarrow {\begin{bmatrix}-B\\I_{n-r}\end{bmatrix}}{\boldsymbol {u}}={\boldsymbol {0}}\Rightarrow {\begin{bmatrix}-B{\boldsymbol {u}}\\{\boldsymbol {u}}\end{bmatrix}}={\begin{bmatrix}{\boldsymbol {0}}\\{\boldsymbol {0}}\end{bmatrix}}\Rightarrow {\boldsymbol {u}}={\boldsymbol {0}}.}
したがって、X の列ベクトルは Ax = 0 に対する n − r 個の線型独立な解の集合を構成する。
続いて、Ax = 0 の解はどのようなものでも X の列ベクトルの線型結合で表現されることを示す。このことを示すために、Au = 0 を満たす任意のベクトル
{\displaystyle {\boldsymbol {u}}={\begin{bmatrix}{\boldsymbol {u}}_{1}\\{\boldsymbol {u}}_{2}\end{bmatrix}}}
を定める。A1 の列ベクトルは線型独立であることにより、A1x = 0 であれば x = 0 が成立することに注意されたい。したがって、
{\displaystyle {\begin{aligned}A{\boldsymbol {u}}={\boldsymbol {0}}&\Rightarrow [A_{1}:A_{1}B]{\begin{bmatrix}{\boldsymbol {u}}_{1}\\{\boldsymbol {u}}_{2}\end{bmatrix}}={\boldsymbol {0}}\\&\Rightarrow A_{1}({\boldsymbol {u}}_{1}+B{\boldsymbol {u}}_{2})={\boldsymbol {0}}\\&\Rightarrow {\boldsymbol {u}}_{1}+B{\boldsymbol {u}}_{2}={\boldsymbol {0}}\\&\Rightarrow {\boldsymbol {u}}_{1}=-B{\boldsymbol {u}}_{2}\\&\Rightarrow {\boldsymbol {u}}={\begin{bmatrix}{\boldsymbol {u}}_{1}\\{\boldsymbol {u}}_{2}\end{bmatrix}}={\begin{bmatrix}-B\\I_{n-r}\end{bmatrix}}{\boldsymbol {u}}_{2}=X{\boldsymbol {u}}_{2}\end{aligned}}}
が成立する。これより、Ax = 0 の解であるような任意のベクトル u は、X の列ベクトルで与えられる n − r 個の特殊解の線型結合でなければならない、ということが証明される。さらにすでに、X の列ベクトルは線型独立であることが分かっている。したがって、X の列ベクトルは A の零空間の基底を形成する。すると、A の退化次数は n − r である。r は A の階数に等しいために、rank A + nullity A = n が成立する。QED.

## 再定式化と一般化
階数・退化次数の定理は、代数学の第一同型定理のベクトル空間の場合に対する内容の一つである。分割補題へと一般化される。
より現代的な言葉を用いると、この定理はまた次のように記述することができる：
0 → U → V → R → 0
をベクトル空間の短完全系列とすると、
dim U + dim R = dim V
が成立する。ここで R は im T の役割を担い、U は ker T である。すなわち、
{\displaystyle 0\rightarrow \ker T~{\overset {Id}{\rightarrow }}~V~{\overset {T}{\rightarrow }}~\operatorname {im} T\rightarrow 0}
である。
有限次元の場合、この定式化は一般化しやすいものとなる：
0 → V1 → V2 → ⋯ → Vr → 0
が有限次元ベクトル空間の完全系列であるなら、
{\displaystyle \textstyle \sum \limits _{i=1}^{r}(-1)^{i}\dim V_{i}=0}
が成立する。
有限次元ベクトル空間に対する階数・退化次数の定理は、線型写像の「指数」(index) を用いて定式化することもできる。有限次元の V および W に対し、ある線型写像 T : V → W の指数は
index T = dim(ker T) − dim(coker T)
で定義される。直感的に、dim(ker T) は方程式 Tx = 0 を満たす線型独立な解 x の個数であり、dim(coker T) は Tx = y を解くことができるように y について課すべき独立な制限の個数である。有限次元ベクトル空間に対する階数・退化次数の定理は、次の式と同値である：
index T = dim(V) − dim(W).
考えている空間における線型写像 T の指数は、T について詳細な解析を行うことなく読み取ることができるということが分かっている。この影響は、より深い結果に対しても同様に現れる：アティヤ＝シンガーの指数定理によると、ある微分作用素の指数はその考えている空間の幾何によって読み取ることができるとされている。